# Ensifera (geslacht)
Ensifera is een geslacht van vogels uit de familie kolibries (Trochilidae) en de geslachtengroep Heliantheini  (briljantkolibries).  Er is één soort:
- Ensifera ensifera  – Zwaardkolibrie